# Queen's Club Championships 2019
Queen's Club Championships 2019 — тенісний турнір, що проходив на трав'яних кортах  у Лондоні, Велика Британія з 17 червня. Належав до категорії ATP Tour 500.

## Фінальна частина

### Одиночний розряд
Фелісіано Лопес —  Жиль Сімон 6–2, 6–7(4–7), 7–6(7–2)

### Парний розряд
Фелісіано Лопес /  Енді Маррей —  Ражів Рам /  Джо Солсбері 7–6(8–6), 5–7, [10–5]